# Hell on Stage
Hell on Stage — второй концертный альбом группы Manowar, вышедший в 1999 году. Все песни были записаны в течение тура «Hell on Stage», прошедшего в 1998 году. Альбом содержит песни из всех десяти стран, в которых выступала группа в рамках этого турне.

## Список композиций
CD 1
1. Metal Daze — 4:34 — записана 26 сентября 1998 в Сан-Пауло, на фестивале Monsters Of Rock, Бразилия.
2. Dark Avenger — 6:36 — записана 18 мая 1998 в Праттельне в Konzertfrabrik Z7, Швейцария.
3. March For Revenge (By The Soldiers Of Death) — 9:02 — записана 15 июня 1998 в Будапеште, в Petofi Csarnok, Венгрия.
4. Hatred — 7:58 — записана 25 мая 1998 в Бонне, в Biskuitthalle, Германия.
5. Gates Of Valhalla — 8:41 — записана 2 июня 1998 в Кауфбойрене, в Zeppelinhalle, Германия.
6. Bridge Of Death — 9:15 — записана 21 мая 1998 в Лионе, в Transborder, Франция.
7. Williams Tale — 3:08 — записана 15 мая 1998 в Генте, Vooruit, Бельгия.
8. Guyana (Cult Of The Damned) — 7:31 — записана 26 июня 1998 в Мурсии, в Campo De Futbol, Испания.

CD 2
1. The Warrior’s Prayer — 4:25 — записана 24 июня 1998 в Мадриде, в Macumba, Испания.
2. Blood Of The Kings — 8:05 — записана 14 июня 1998 в Злине, в Hala Novesta, Чехия.
3. Sting Of The Bumblebee — 6:00 — записана 4 июня 1998 в Унне, в Goepferthalle, Германия.
4. Heart Of Steel — 6:23 — записана 3 июня 1998 в Фильдерштадте, в Philharmonie, Германия.
5. Master Of The Wind — 5:36 — записана 3 июня 1998 в Мадриде, в Macumba, Испания.
6. Outlaw — 3:30 — записана 19 июня 1998 в Граце, в Orpheum, Австрия.
7. The Power — 4:09 — записана 26 сентября 1998 в Сан-Пауло, Monsters Of Rock, Бразилия.
8. The Crown And The Ring (Outro Version) — 2:53 — записана 18 ноября 1998 в Порту, в The Hard Club, Португалия.